# Karczma na Starych Kościeliskach
Karczma na Starych Kościeliskach – nieistniejąca karczma i schronisko turystyczne na polanie Stare Kościeliska w Dolinie Kościeliskiej w polskich Tatrach Zachodnich. Wybudowana została na początku lat 20. XIX wieku przez Emanuela Homolacsa. Planował on budowę na polanie pensjonatu kuracyjno-letniskowego, jednak nie dokończył realizacji całego projektu, gdyż zmarł w 1829 r. Karczma funkcjonowała do około 1865 r. i jak podają źródła, jeszcze w 1855 r. była porządna i obszerna. Obsługiwała głównie juhasów i górników, popijających palenkę przy muzyce gęśli, ale przyjmowała także na noclegi  turystów i wycieczki. Spano pokotem na sianie. Jej gośćmi byli m.in. Michał Bałucki, Wincenty Pol, Ludwik Zejszner, Maria Steczkowska, a Jan Nepomucen Głowacki urządził w niej pracownię malarską. Karczma wśród turystów i górali miała złą opinię. W 1854 r. zamordowano w niej karczmarkę Joannę Chramiec.
Nie było to jedyne schronisko turystyczne na polanie Stare Kościeliska. Jeszcze wcześniej turyści nocowali w stojącej na polanie leśniczówce. W 1890 r. hrabia Władysław Zamoyski wybudował na polanie gospodę z pokojami wynajmowanymi przez turystów na nocleg (gospoda Zamoyskiego). Stała do 1926 r. Polana tętniła życiem. Był na niej zakład hutniczy, młot napędzany kołem wodnym, baraki dla robotników. Obecnie na polanie nie ma żadnego budynku, nie pozostały nawet ich fundamenty